# 利爾凱
12°59′22.77″S 74°43′13.76″W / 12.9896583°S 74.7204889°W
利爾凱（西班牙語：Lircay），是秘魯的城鎮，位於該國中南部萬卡韋利卡大區，是安拉賴斯省的首府，海拔高度3,278米，2007年人口6,563，居民主要使用奇楚瓦語和西班牙語。